# Donat Fabijanić
Donat Fabijanić (Pag, 17. prosinca 1808. – Zadar, 8. travnja 1890.) hrvatski je svećenik, pisac i povjesničar. Napisao je trinaest knjiga, te je najčešće pisao o povijesti crkve i franjevaca u rvatskim krajevima. Iako je bio Hrvat, pisao je talijanskim jezikom, držeći se svojih suvremenika da se talijanskim jezikom svijetu može bolje predočiti hrvatska narodna i crkvena baština nego na hrvatskom jeziku.

## Životopis
Školovao se u franjevačkom samostanu Vele Gospe u rodnom Pagu, a studij filozofije i bogoslovije je završio u Zadru. Za svećenika je zaređen 4. rujna 1836. Bio je vrlo široke naobrazbe, profesor, klasičar, odgojitelj i glazbenik. U zadarskoj klasičnoj gimnaziji predavao je zemljopis, povijest, matematiku, glazbu, latinski i talijanski jezik, te je vodio đački i crkveni zbor. U Provinciji svetog Jeronima obnašao je mnoge visoke dužnosti (definitor 1846, 1860. i 1882, provincijal 1863. – 1866, kustos 1866). Pripadao je suvremenom Zadarskom kulturnom krugu, te je bio član "Akademije della Crusca".

## Stvaralaštvo
Proučavao je povijest franjevaca u Istri, Dalmaciji, Dubrovačkoj Republici i Bosni i Hercegovini od početaka do svog vremena, pridonoseći poznavanju djelovanja Reda, prošlosti njegovih samostana, umjetničke baštine, istaknutih pojedinaca te spomenika i knjiga. Njegovo je istraživanje napose znamenito za poznavanje djelovanja franjevaca za turske vladavine u Bosni i Hercegovini. Pisao je o početcima kršćanstva u Dalmaciji, književnoj baštini, te poznatijim suvremenicima. Napisao je i putopis gdje opisuje krajolike od Karina i Novigrada do Kraljičinih vrata na Velebitu. Na Poljudu su čak pronađena njegova glazbena djela koja su donedavno smatrana izgubljenima.

## Djela
- Alle ceneri e alla memoria di Nicolò Giaxich, 1841.
- Viaggo sul Monte Vellebich da Zara a Kraljiçina vrata, 1841.
- Alcuni cenni sulle scienze e lettere dei secoli passati in Dalmazia, 1843.
- Opere edite e inedite di Gian-Domenico Stratico Zaratino, 1843.
- Memorie storico-letterarie di alcuni conventi della Dalmazia, 1843.
- Patriotti illustri, 1846.
- Storia dei frati minori dai primordi della loro istituzione in Dalmazia e Bossina fino ai giorni nostri, I–II, 1863. – 64.
- La Dalmazia ne’ primi cinque secoli del cristianesimo, 1874.
- Il presente e il passato di Bosnia, Erzegovina e Albania, terre della Dalmazia romana, 1879.
- Convento il più antico dei frati minori in Dalmazia, 1882.
- Firmani inediti dei sultani di Constantinopoli ai conventi francescani e alle autorità civili di Bosnia e di Erzegovina, 1884.
- Discorso sulla storia religiosa e civile della Dalmazia e popoli affini, 1889.